# WAD (magazine)
WAD Magazine (We Are Different) est un magazine de mode et des cultures urbaines édité en anglais, français et  espagnol (l'édition espagnole a été suspendue en 2008).
D'environ 300 pages pour chaque numéro, on y trouve les nouvelles tendances, des recommandations de marques, des articles sur des photographes(Sébastien Meunier, Matthieu Deluc, Felix Lahrer, etc.), graphistes ... le tout illustré de photos et illustrations très originales.
WAD fête ses 10 ans en 2009 et influence toujours autant la culture urbaine.
Ce magazine a été créé par deux amis : Bruno Collin et Brice Compagnon